# Cristóbal de Ontañón
Cristóbal Ontañón Enríquez Gutiérrez (Osuna, 1623- Madrid, 1700) fue ayuda de Cámara del rey Carlos II de España, caballero de la Orden de Santiago y protector de diferentes artistas, entre ellos el pintor Juan de Alfaro, la escultora Luisa Roldán y el pintor Pedro Atanasio Bocangera, promovió la llegada a España de Luca Giordano.  

## Biografía
Contrajo matrimonio en 1684 con María Rodríguez
de Castro, hija de Simón Rodríguez de Ibierna y de María
Jiménez de Castro, se casó por segunda vez en 1694 con Gabriela de Rivilla Lazón, hija de Beatriz de Lazón Ulloa y de Antonio Rivilla. Su nuevo suegro fue caballero de Santiago y pagador general
de Flandes.

## Protección de Luca Giordano
En 1692 en colaboración con el Virrey de Nápoles, hizo posible el traslado del artista a España para integrarse en la corte de Carlos II y trabajar en la decoración del Real Monasterio de San Lorenzo de El Escorial.